# أوليغ دولماتوف

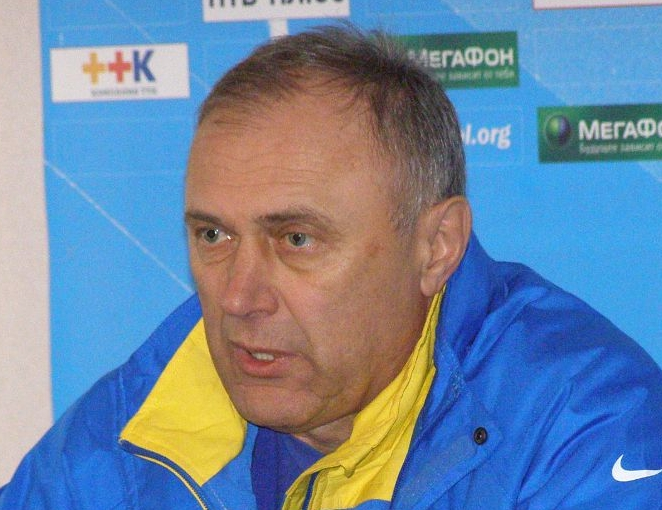
أوليغ دولماتوف

أوليغ دولماتوف، من مواليد 29 نوفمبر 1948، لاعب كرة قدم سوفييتي سابق، ومدرب كرة قدم روسي حالي.
لعب مع منتخب الاتحاد السوفييتي لكرة القدم.

## وصلات خارجية
- أوليغ دولماتوف على موقع قاعدة بيانات كرة القدم.إي يو (الإنجليزية)
- أوليغ دولماتوف على موقع ناشيونال فوتبول تيمز (الإنجليزية)